# Хайна (Гота)
Хайна (нем. Haina) — община в Германии, в земле Тюрингия.
Входит в состав района Гота. Подчиняется управлению Миттлерес Нессеталь. Население составляет 487 человек (на 31 декабря 2010 года). Занимает площадь 6,73 км².